# مدرسة شارع الخباز (الأحساء)
مدرسة شارع الخباز، أول مدرسة حكومية سعودية في الأحساء افتتحت في عهد الملك عبدالعزيز عام 1350هـ.

## افتتاح المدرسة
أمر الملك عبدالعزيز بعد زيارته لمدرسة النجاح الأهلية وبعد وصوله لمكة المكرمة عبر مدينة الرياض في عام 1349هـ مدير عام مديرية الشيخ محمد أمين إبراهيم فودة بإنشاء مدرسة ابتدائية حكومية في الأحساء، فأرسل الشيخ محمد فودة إلى الأحساء في عام 1350هـ الأستاذ راغب القباني –سوري الجنسية- مع مدرسين آخرين؛ لفتح مدرسة ابتدائية بــ (شارع الخباز) الذي يقع بالقرب من سوق الهفوف من ناحيته الشرقية، واشتهر الشارع بصناعاته التقليدية وحرفه، وباء مصير افتتاح المدرسة بالفشل.

## عوائق افتتاح المدرسة
وقد روى الشيخ حمد الجاسر أمورًا طريفة حول فشل افتتاح المدرسة:«إن الحكومة السعودية أنشأت أول مدرسة في هذا الإقليم في بلدة»الهفوف «وعينت الشيخ» راغب القباني«الدمشقي أحد حاملي شهادة العالمية من» الأزهر«مديراً لها، وإن الأستاذ» القباني«حينما وصل»الأحساء «وأراد فتح المدرسة وقف خطيباً بعد صلاة الجمعة في الجامع الكبير، جامع الإمام» فيصل بن تركي«في حي»النعاثل «في مدينة»الهفوف «، وبعد أن بيّن فضائل العلم ومنافعه، شَرَعَ يتكلم عن الجهل فقال عنه:» إنه ضرب أطنابه في هذه البلاد«، ولكن هذه الجملة – كما يذكر الشيخ» حَمَدٌ«- أثرت تأثيراً عظيماً في طلبة العلم في الأحساء، واعتبروها إهانة لهم مع ما تشبّعوا به من فكرة سيئة عن المدارس الحديثة من الوجهة الأخلاقية، لذلك سعوا في عدم تعضيدها، بل وفي التنفير منها حتى أغلقت بعد بضعة أشهر من فتحه».
كما يروي الشيخ عبد الله بن عبد الرحمن بن راشد المبارك القاضي والمعلم في مدرسة الأحساء الابتدائية عندما سئل عن وجود معارضة عند افتتاح مدرسة شارع الخباز، وكيفية تقبل الاهالي لفكرة افتتاح المدرسة؟ أجاب بالآتي:
" نعم وجدت معارضة شديدة حيث أول من جاء منتدباً لافتتاح التعليم شخص يدعى "عبد الجليل"، ومعه شخص آخر.. ولكنهما لم يفلحا في ذلك، وعادا من حيث أتيا إذ لم يجدا تقبلاً من الأهالي.. لأن المدارس عندما افتتحت بـ "البحرين" كانت من قبل حكومات استعمارية.. بينما المدرسة التي أتى عبد الجليل لافتتاحها هي من قبل حكومة إسلامية عادلة.. ولكن الأهالي اعتقدوا أنها مشابهة، وذلك لجهلٍ عند البعض منهم..
وكان أحد الذين أتوا قد تقدّم يوم الجمعة يخطب في الناس، وقال لهم: إن جلالة الملك بعثنا لننفخ فيكم روح العلم.. فقام عليه الناس ورجموه بالحجارة.. وتلافى الأمر "عبد الله بن حواس" يرحمه الله، وضمّه إليه، وأخرجه من الجموع الثائرة، ثم سافر من حيث أتى".

## موقف الصحف من إغلاق المدرسة
تعاطفت جريدة صوت الحجاز في عددها الحادي عشر الصادر في الخامس عشر من شهر صفر عام 1351هـ مع مواقف مدير مدرسة شارع الخباز، ولم يسعدها المصير الذي آلت إليه المدرسة وانتقدت من وقفوا ضدها. كما نشرت في عددها الرابع والأربعين الصادر في الحادي عشر من شهر شوال عام 1351هـ مقالة بعنوان «نظرة في الأحساء» بقلم محمد شريف المدني الساكن في الأحساء عن الوضع التعليمي في الأحساء وتفشي الأمية بها، وعن إغلاق مدرسة شارع الخباز بعد شهور عدة من افتتاحها. ويبدو أن كاتب هذه المقالة شاهد عيان على ما حدث للمدرسة، وهو أحد أعضاء اللجنة المالية التي أرسلتها الحكومة برئاسة الشيخ محمد الطويل في ربيع الآخر عام 1349هـ؛ لتنظيم وإصلاح دوائر المالية في مدن العقير والهفوفوالقطيف. ويمكن اعتبار هذه المقالة بمثابة وثيقة تلقي الضوء على أول محاولة حكومية لافتتاح مدرسة ابتدائية في الأحساء على يد الملك عبدالعزيز.
ويظهر في المقالة تعاطف كاتبها مع قصر عمر المدرسة، ومما جاء فيها:" وسنحت الفرصة، وتشرفت بلدة "الأحساء" بقدوم جلالة مليكها المفدى في خلال العام المنصرم، وبعد أن تفقدها من كل وجهة - ومن عادات "جلالته" تفقد أحوال الرعايا – فظهر لجلالته من الأمر وما هم عليه ما جعله يصدر أمره الملكي على " إدارة معارف الحجاز" الجليلة بإرسال من يقومون بإنشاء مدرسة أميرية ابتدائية.
وفي أسرع وقت باشرت الإدارة المشار إليها بتطبيق أمر جلالته، وأرسلت معلمين للقيام بواجب العلم والتعليم. ولم تمض أيام قلائل حتى وصل المعلمون، وفتح باب المدرسة على مصراعيه، وألقى أحد الأساتذة الواردين خطبة بأحد المساجد حث فيها الأهلين على إدخال أبنائهم لتلقي العلوم فما أجابوا لتلك الدعوة إلا أفراداً يعدون على الأنامل.
وبعد مضي شهر بلغ عدد الطلاب دون عشرة من التلاميذ، فما انتهى الشهر الأول من حياة المدرسة وتلاه الآخر حتى أصبحت تلك المدرسة عبارة عن دار سكنى للمعلمين ليس إلا. ولا أدري ما السبب في ذلك النفور الغريب من العلم مع أنهم يلقنون بدون مقابل وكأنني أرى بَوَادِيَ الأسف ظاهرةً عليهم لما فرط منهم. والأمل في ولاة الأمور وطيد بإعادتهم النظر كرّة أخرى. كما أني استحث أولياء الطلاب عندئذ باغتنام الفرص وتقديم أبنائهم للانخراط في مسلك العلم الشريف – وأكيداً بالعلم يعرف الإنسان واجبه الديني الذ يجب اتباعه لإدراك الغاية المشودة التي يطمح إليها، ويتمناها كل ذي لب وإحساس، ألا وهي السعادة في الدارين".

## وصلات خارجية
- التعليم في الأحساء: الجودة تصنع الفارق